# Отто Ледерер
Отто Ледерер (англ. Otto Lederer; 17 квітня 1886 — 3 вересня 1965) — американський актор кіно австро-угорського походження.
З 1912 по 1933 знявся в 120 фільмах. Найпомітнішими його ролями була участь у фільмі «Співак джазу» і невелика роль у фільмі Лорела і Харді «You're Darn Tootin».
Отто Ледерер народився в Празі, і помер в Лос-Анджелесі. Він був одружений з актрисою Гретхен Ледерер.
Отто Ледерер похований на кладовищі Форест-Лаун.

## Вибрана фільмографія
- 1917 — Бойовий слід